# Jangy Addy
Jangy McKinley Addy (Sacramento, 2 marzo 1985) è un ex multiplista liberiano con cittadinanza statunitense.

## Biografia
Addy è nato in California e cresciuto a Norcross, in Georgia, da genitori liberiani. Ha studiato presso l'Università del Tennessee dove ha gareggiato nella squadra collegiale ai campionati NCAA.
Internazionalmente, Addy ha rappresentato in principio gli Stati Uniti, partecipando nel 2004 ai Mondiali juniores in Italia. Ha poi optato per adottare i colori della Liberia nelle competizioni seniores, riuscendo così a qualificarsi ai Giochi olimpici di Pechino 2008, occasione in cui è stato portabandiera della delegazione nazionale durante la cerimonia d'apertura della manifestazione. Nel 2011 ha vinto una medaglia d'oro ai Giochi panafricani in Mozambico. Nel 2012, Addy ha fatto parte del team di soli quattro atleti rappresentanti della Liberia ai Giochi di Londra 2012.
Addy detiene numerosi record nazionali di atletica leggera compresi quelli delle prove multiple.

## Palmarès
| Anno                                | Manifestazione      | Sede       | Evento    | Risultato | Prestazione | Note |
| ----------------------------------- | ------------------- | ---------- | --------- | --------- | ----------- | ---- |
| In rappresentanza degli Stati Uniti |                     |            |           |           |             |      |
| 2004                                | Mondiali U20        | Grosseto   | Decathlon | 11º       | 7129 p.     |      |
| In rappresentanza della Liberia     |                     |            |           |           |             |      |
| 2008                                | Giochi olimpici     | Pechino    | Decathlon | 19º       | 7665 p.     |      |
| 2009                                | Universiadi         | Belgrado   | Decathlon | dns       | dns         |      |
| 2011                                | Giochi panafricani  | Maputo     | Decathlon | Oro       | 7985 p.     |      |
| 2012                                | Campionati africani | Porto-Novo | 110 m hs  | Batteria  | 14"05       |      |
| 2012                                | Giochi olimpici     | Londra     | Decathlon | 23º       | 7586 p.     |      |